# Oscar Malbernat
Oscar Miguel "Cacho" Malbernat Candela (La Plata, 2 februari 1944 – aldaar, 9 augustus 2019) was een Argentijns voetballer en trainer.
Malbernat speelde in de jaren zestig voor de club Estudiantes de La Plata uit La Plata bij Buenos Aires, Argentinië. In 1970 speelde hij mee in de wedstrijden om de wereldbeker tegen Feyenoord. Zijn bescheiden rol in de Nederlandse voetbalhistorie bestaat hieruit dat hij, toen Joop van Daele in Rotterdam het winnende doelpunt voor Feyenoord had gemaakt, diens bril afpakte en doorgaf aan zijn ploeggenoot Carlos Pachamé, die hem op de grond vertrapte.
Na zijn spelersloopbaan werd Malbernat jeugdcoach bij Estudiantes en daarna trainer bij clubs in verschillende landen in Zuid-Amerika.

## Erelijst
Estudiantes de La Plata
- Argentijns landskampioen

1967
- Copa Libertadores

1968, 1969, 1970
- Wereldbeker voor clubteams

1968
- Copa Interamericana

1968